# 신촌초등학교 (경기)
신촌초등학교(新村初等學校)는 대한민국 경기도 고양시에 있는 공립 초등학교다.

## 학교 연혁
- 1993년 2월 28일 신촌국민학교 설립 인가
- 1994년 9월 1일 초대 하인용 교장 취임
- 1994년 11월 1일 개교
- 1995년 2월 17일 제1회 졸업식
- 1996년 3월 1일 신촌초등학교로 개칭
- 2011년 9월 1일 제5대 이회정 교장 취임
- 2014년 2월 14일 제20회 졸업식(누계 5,045명)
- 2014년 3월 1일 총 28학급 편성(특수 2 포함)

## 참고 자료
- 신촌초등학교 - 한국교육학술정보원 학교알리미